# Abadía de Montmajour

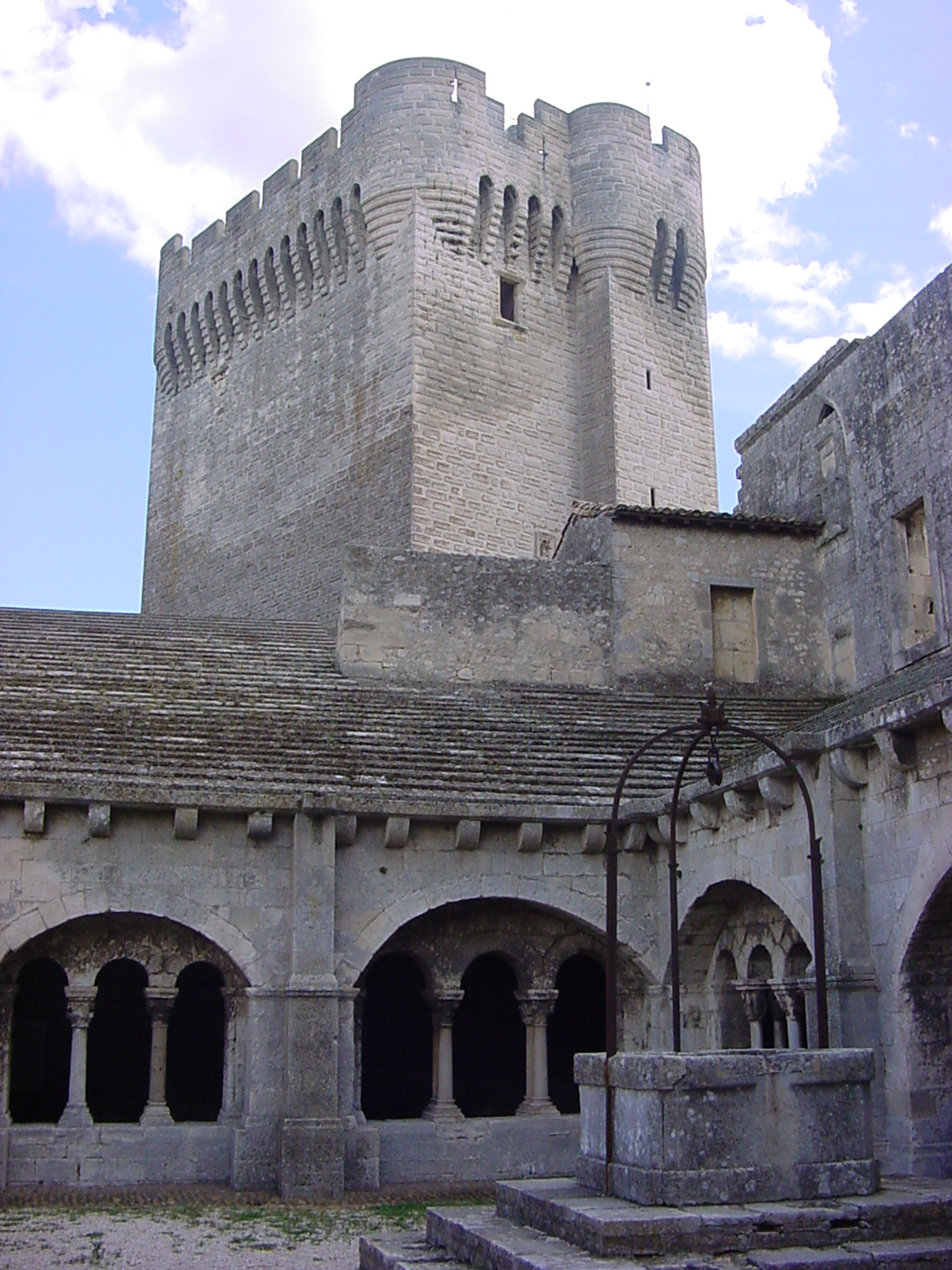
La torre de Pons de l'Orme desde el claustro.

La abadía de Montmajour es un conjunto monástico situado a pocos kilómetros de la ciudad de Arlés, perteneciente al departamento de Bocas del Ródano, al sur de Francia.

## Historia
Construida a mediados del siglo X sobre una roca en medio de un marjal, por monjes benedictinos, la pequeña abadía de San Pedro, extiende rápidamente su influencia por Arlés y la Provenza gracias a una vasta red de prioratos, llegando a tener 56 en el siglo XIII, y al peregrinaje de la Santa Cruz, fundada en el año 1019, que obtenía numerosos fieles en la región.
Se convirtió en el panteón de los condes de Provenza en el siglo XI.
El conjunto de Montmajour está compuesto por una ermita (siglo XI), un monasterio de tipo medieval (siglo XII), de una torre de vigía (siglo XIV) y de un monasterio clásico (principios del siglo XVIII).